# Kimmo Tiilikainen

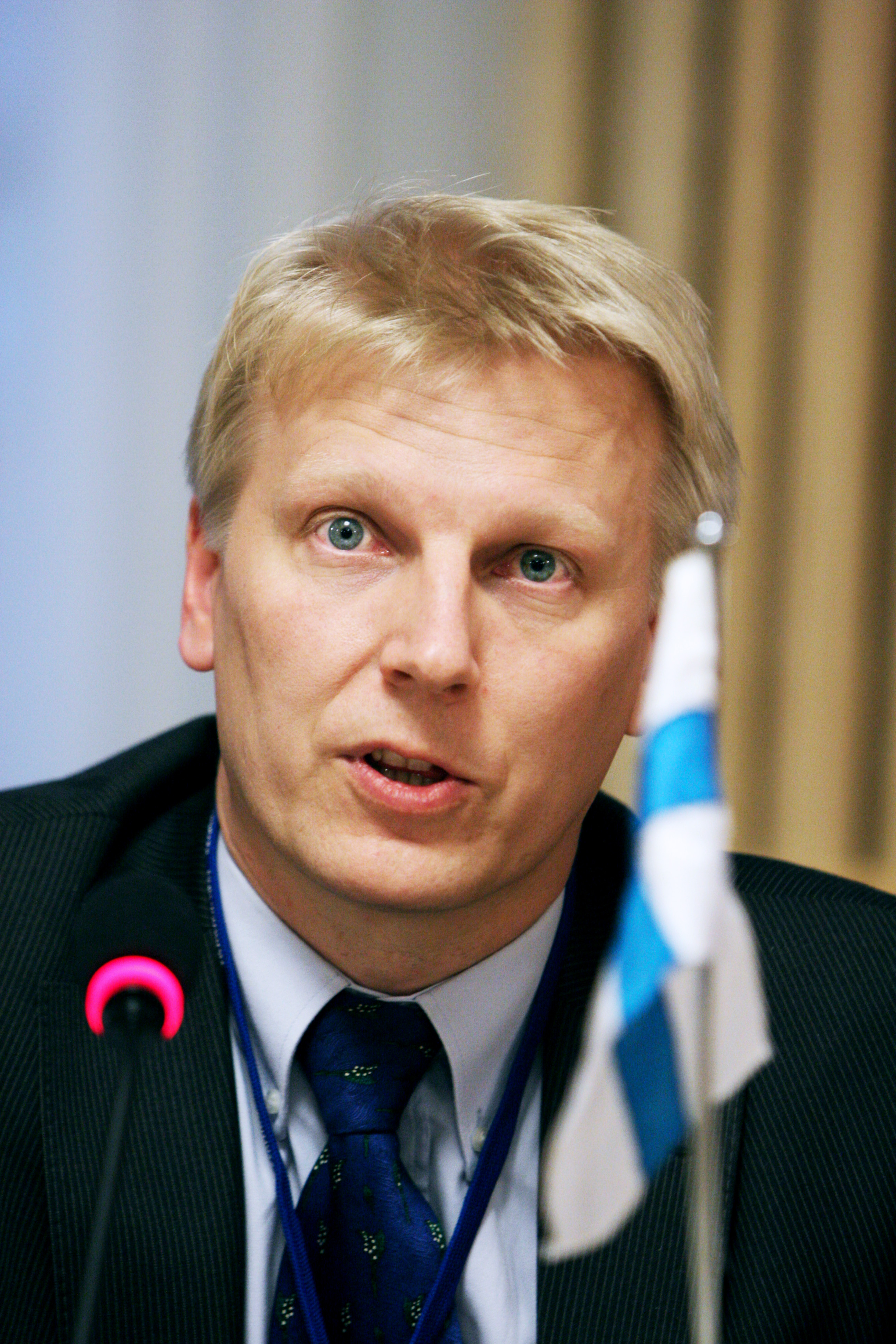
Kimmo Tiilikainen

Kimmo Tiilikainen (* 17. August 1966 in Ruokolahti) ist ein finnischer Landwirt und Politiker der Finnischen Zentrumspartei.

## Leben
An der Universität Joensuu studierte Tiilikainen Agrarwissenschaften und Forstwesen. Als Nachfolger von Paula Lehtomäki war er vom 28. September 2007 bis 10. April 2008 Umweltminister. Im Kabinett Sipilä ist Tiilikainen seit Mai 2015 als Nachfolger von Petteri Orpo Landwirtschaftsminister und als Nachfolger von Sanni Grahn-Laasonen Umweltminister.